# 八鄉路
八鄉路（英語：Pat Heung Road），位於元朗區八鄉南部，連接錦上路及青朗公路，全長1.82公里，主要方便駕駛者從八鄉一帶進出大欖隧道，當中八鄉牌坊至大欖隧道轉車站一段是高架道路，跨越港鐵八鄉車廠。

## 歷史
八鄉路是三號幹線（郊野公園段）工程的產物，本來並無命名，連八鄉鄉事委員會介紹道路時都只提及那是支路，後於1998年11月6日獲正式刊憲命名。
由於九廣西鐵（今稱港鐵西鐵綫）的八鄉維修中心（今八鄉車廠）須於原本在地面的八鄉路興建，該段路面改以高架橋橫跨八鄉車廠。八鄉路高架橋建造工程由路政署委托九鐵進行，由1999年9月開始動工，並於2001年1月完工。
當局於2002年7月26日刊憲修改街道說明，將連接錦河路及錦莆路的兩條地面支路亦命名作八鄉路的一部份。

## 連接道路
- 錦上路
- 元大路
- 錦莆路
- 錦河路
- 青朗公路
- 大欖隧道行政大樓